# (31133) 1997 SZ15
1997 أس زد 15 (ويعرف أيضًا باسم (31133) 1997 أس زد 15 وفق تسمية الكوكب الصغير) (بالإنجليزية: 1997 SZ15)‏ هو كويكب ضمن حزام الكويكبات؛ وترتيبه 31133 من حيث الاكتشاف.
اكتُشف هذا الجُرم الفلكي بواسطة OCA–DLR Asteroid Survey ‏ في 27 سبتمبر 1997.

## وصلات خارجية
- (31133) 1997 SZ15 في قاعدة بيانات مختبر الدفع النفاث لأجرام النظام الشمسي الصغيرة

- الاكتشاف · مخطط المدار ·  العناصر المدارية · المعلمات المادية

- (31133) 1997 SZ15 على موقع ويكي سكاي: DSS2, SDSS, GALEX, IRAS, Hydrogen α, X-Ray, Astrophoto, Sky Map, Articles and images